# Otto M. Schwarz
Otto Martin Schwarz (Neunkirchen, 15 ottobre 1967) è un compositore austriaco, autore di brani per orchestre di fiati.

## Biografia
Compie gli studi di tromba presso l'accademia della musica di Vienna, dove nel contempo inizia a comporre brani. Nel 1992 fonda il suo studio di registrazione.
È autore di oltre mille brani, tra cui anche jingle per spot pubblicitari e colonne sonore per la televisione austriaca ORF.